# Encolapta metorcha
Encolapta metorcha är en fjärilsart som beskrevs av Edward Meyrick 1913. Encolapta metorcha ingår i släktet Encolapta och familjen stävmalar. Inga underarter finns listade i Catalogue of Life.